# Anna Shaffer
 Ikke at forveksle med Anna Schäffer.
Anna Shaffer (født 15. marts 1992) er en engelsk skuespiller, bedst kendt for sin rolle som Ruby Button i sæbeoperaen Hollyoaks , og for hendes rolle som Romilda Vane i Harry Potter-film serien . 

## Udvalgt filmografi

### Film
| År   | Titel                                  | Rolle        |
| ---- | -------------------------------------- | ------------ |
| 2009 | Harry Potter og Halvblodsprinsen       | Romilda Vane |
| 2010 | Harry Potter og Dødsregalierne - del 1 | Romilda Vane |
| 2011 | Harry Potter og Dødsregalierne - del 2 | Romilda Vane |

### TV
| År               | Titel       | Rolle          | Noter                 |
| ---------------- | ----------- | -------------- | --------------------- |
| 2011–14, 2017-18 | Hollyoaks   | Ruby Button    | Hovedcast, 242 afsnit |
| 2019–            | The Witcher | Triss Merigold |                       |

### Musikvideoer
| År   | Titel                      | Noter |
| ---- | -------------------------- | ----- |
| 2012 | YDEK by Warehouse Republic | Pige  |